# Glitch Productions
La Glitch Productions Pty. Ltd., abbreviato Glitch e precedentemente conosciuta come Glitchy Boy e Glitchy Boy Productions, è uno studio di animazione australiano con sede a Sydney. Lo studio venne fondato nel 2017 dal produttore Kevin Lerdwichagul e suo fratello, l'animatore Luke Lerdwichagul. Lo studio ha prodotto in modo indipendente e usando la tecnica del machinima le webserie sketch comedy Meta Runner, Murder Drones e The Amazing Digital Circus.

## Storia

### Retroscena
Il co-fondatore della Glitch Luke Lerdwichagul iniziò a realizzare dei video nel 2009. Il 7 maggio 2011, all'età di 11 anni, Luke creò la sua prima webserie SMG4, pubblicata sull'omonimo canale e basata su un'animazione machinima di Super Mario 64. La serie si ispira tanto ai personaggi del franchise di Mario quanto ai meme di Internet e altri elementi della cultura pop. Nel corso del tempo, la serie avrebbe iniziato a servirsi del videogioco sandbox Garry's Mod e a presentare dei personaggi originali.
Intorno al 2016, il fratello maggiore di Luke Kevin Lerdwichagul, accortosi del potenziale del canale e del vasto pubblico che lo seguiva, decise di lavorare alla serie SMG4 in qualità di sceneggiatore e produttore a tempo pieno; Luke assunse invece il ruolo di regista e di doppiatore dell'avatar che lo rappresenta.
Nelle interviste da loro rilasciate, i fratelli hanno asserito di aver sempre rispettato le leggi del copyright nei confronti della Nintendo e di terze parti e di non utilizzare i loro personaggi a scopo diffamatorio.

### Formazione
Il 24 maggio 2017, Luke caricò una lettera dai fan sul canale SMG4, dove dichiarò di aver fondato una società, la Glitchy Boy, che rappresenta i canali YouTube SMG4, Hobo Bros. e TheAwesomeMario. Il 5 settembre 2018 venne caricato un altro filmato in cui i Lerdwichagul spiegavano il concetto alla base della loro società, ora rinominata Glitch Productions. Nel medesimo video veniva rivelato il lancio di una nuova serie intitolata Hitbox e in cui i due avrebbero interpretato vari personaggi della Nintendo.
Il 5 dicembre 2018, dopo numerosi teaser sul canale SMG4, la Glitch pubblicò il trailer di Meta Runner il 25 luglio 2019. La serie venne finanziata dalla Screen Australia e divenne l'investimento online con le migliori prestazioni della società in quanto riuscì ad accumulare oltre 10 milioni di spettatori durante la prima stagione. Quest'ultima venne finanziata con il supporto di Crunchyroll e AMD, e finanziata in associazione con la Epic Games. Il 20 aprile 2020, Screen Australia annunciò che avrebbe finanziato una seconda stagione di Meta Runner.

### GLITCH
Il 27 agosto 2020, Glitch separò ufficialmente il canale SMG4 dalla Glitch per creare il canale GLITCH e concentrarsi sui suoi progetti non inerenti a SMG4. I suoi primi video pubblicati quel giorno sono un annuncio e un video che concentra l'intera prima stagione di Meta Runner.  Subito dopo pubblicarono il video pilota di Ultra Jump Mania (uno spin-off di Meta Runner in seguito cancellato) e la stagione 2 di Meta Runner. Il 12 marzo 2021 la Glitch pubblicò uno spin-off di SMG4 incentrato sul personaggio Meggy Spletzer chiamato Sunset Paradise. L'episodio pilota uscì il 26 marzo 2021. Il 12 maggio 2021, la Screen Australia finanziò la produzione online di Sunset Paradise. Il 9 ottobre 2021 venne annunciato che la Glitch avrebbe pubblicato un altro episodio pilota intitolato Murder Drones il 29 ottobre, creato, scritto e diretto da Liam Vickers. I primi progetti della Glitch portarono a delle perdite in termini economici, ma Murder Drones riuscì comunque a superare di molto le aspettative dei suoi creatori e ogni sua puntata venne visualizzata milioni di volte.
Il 13 ottobre 2023 la Glitch Productions pubblicò l'episodio pilota di The Amazing Digital Circus, una serie creata in collaborazione assieme alla Gooseworx. Grazie alle sue 100 milioni di visualizzazioni nel primo mese, quella puntata divenne il pilot indipendente più popolare in assoluto uscito su YouTube.
Il 9 novembre 2023 la Glitch Productions annuncia sul loro evento online GLITCH X la nuova serie in collaborazione con Nick Szopko che sarà chiamata The Gaslight District.
Nel 2023 l'azienda venne inserita nell'elenco dei 30 Under 30 di Forbes.
Il marzo 2024, la Glitch venne accusata di aver sostituito senza valide motivazioni Celeste Notley-Smith, la doppiatrice di Tari di Meta Runner e SMG4, con Lottie Bourne. Stando alle testimonianze di Notley-Smith, non le venne data alcuna spiegazione di ciò.
Il 5 Luglio 2024 annunciano sul loro canale di essere entrati in collaborazione con Iron Circus Comics ed il loro progetto Lackadaisy per produrre i propri prodotti promozionali.
Nel gennaio 2025 Glitch annuncia una nuova serie in collaborazione con Dana Terrace.
Benché siano state sollevate delle perplessità in merito, lo studio venne accusato di imporre ai dipendenti orari più lunghi del necessario, blacklisting verso ex dipendenti e vessazioni. Kevin Lerdwichagul rilasciò una dichiarazione in cui affermava che lo studio aveva da anni problemi di carenza di personale e ai quali aveva in gran parte posto rimedio entro il 2023.
Il 19 aprile 2025 esce l'episodio pilota di Il Distretto Gaslight. Si tratta della prima produzione dello studio a ricevere un doppiaggio italiano ufficiale.

## Filmografia
- SMG4 (2011-in corso)
- Meta Runner (2019-2022)
  - Ultra Jump Mania (2019) - pilota
- Sunset Paradise (2021)
- Murder Drones (2021-2024)
- The Amazing Digital Circus (2023-in corso)
- Il Distretto Gaslight (2025-in corso)
- Knights of Guinevere (2025-in corso)